# Dendrobium discolor
Dendrobium discolor är en orkidéart som beskrevs av John Lindley. Dendrobium discolor ingår i släktet Dendrobium, och familjen orkidéer.

## Underarter
Arten delas in i följande underarter:
- D. d. discolor
- D. d. incurvata
- D. d. broomfieldii
- D. d. fimbrilabium
- D. d. fuscum

## Bildgalleri

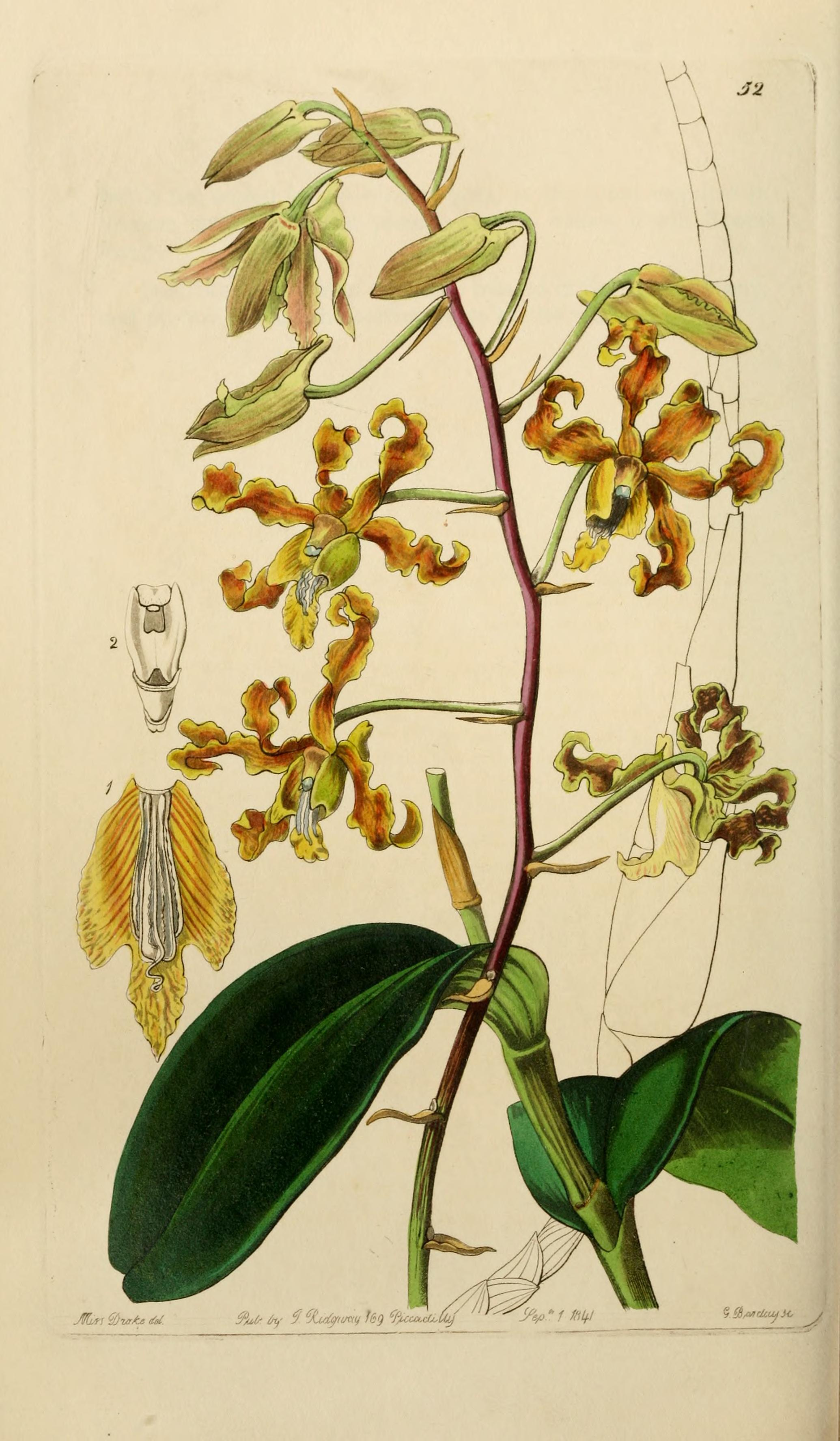